# Haute Galilée
La Haute Galilée (en hébreu : הגליל העליון : HaGalil Ha'Elyion) est une région géographique située dans le nord d'Israël. Une partie de la plus grande région de Galilée est caractérisée par ses plus grandes élévations et ses terres montagneuses. Le terme "Haute Galilée" est ancien et est utilisé depuis la fin de la période du Second Temple. D'un point de vue politique, la Haute Galilée est située dans les limites administratives du district nord.
La Haute Galilée est connue pour sa beauté naturelle, notamment ses paysages luxuriants, ses forêts méditerranéennes et ses vues panoramiques. Les sites naturels importants incluent Nahal Amud et la Keshet Cave (en). C'est aussi une région où prospèrent les vignobles et les établissements vinicoles, produisant des vins de qualité. Le mont Méron est le point culminant de la région, atteignant une altitude de 1 208 mètres au-dessus du niveau de la mer. Safed est la ville principale de la région.
Plusieurs définitions historiques ont élargi les frontières de la Haute Galilée pour englober également des parties du Sud-Liban.

## Frontières
À l'origine, le terme « Haute Galilée » faisait référence à une région plus vaste, englobant les régions montagneuses de ce qui est aujourd'hui le nord d'Israël et le Sud-Liban. Les limites de cette région étaient le fleuve Litani au nord, la mer Méditerranée à l'ouest, la Basse Galilée au sud (dont elle est séparée par la vallée de Beit HaKerem), le cours supérieur du Jourdain et la vallée de la Houla à l'est.
Selon l'historien juif du premier siècle Flavius Josèphe, les limites de la Haute Galilée s'étendaient de Bersabe dans la vallée de Beit HaKerem jusqu'à Baca (Peki'in) au nord. L'étendue de cette région est d'environ 470 km2.

## Histoire

### Temps anciens
La Haute Galilée abrite de nombreuses synagogues anciennes importantes, datant des époques romaine et byzantine. Il s'agit notamment des synagogues de Bar'am, Nabratein, Gush Halav, Huqoq, Chorazin et Meron.

### Période moderne

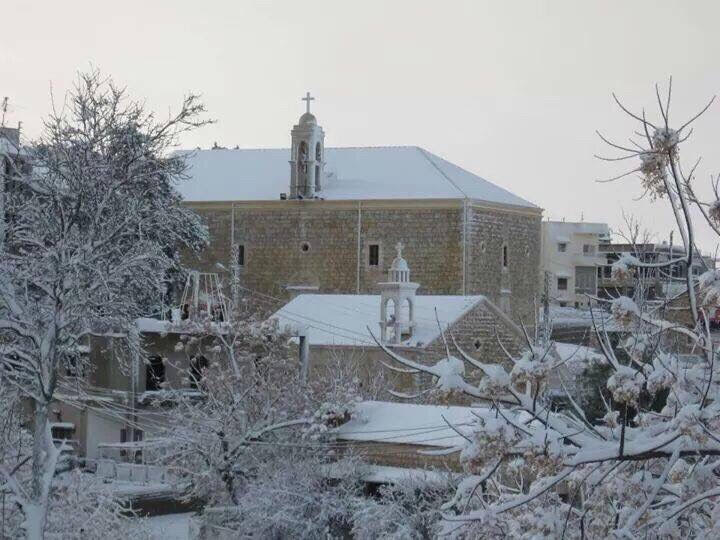
Ain Ebel, dans la Haute Galilée libanaise.

À la suite de la dissolution de l'Empire ottoman et de la Déclaration Balfour dans laquelle l'Empire britannique promettait de créer « un foyer national juif » en Palestine, le mouvement sioniste a présenté à la Conférence de la paix de Versailles un document appelant à inclure dans le mandat britannique sur la Palestine l'ensemble du territoire jusqu'au fleuve Litani – en vue de faire éventuellement partie d'un futur État juif.
Cependant, seulement moins de la moitié de cette zone était effectivement incluse dans la Palestine mandataire britannique, la frontière finale étant influencée à la fois par les manœuvres diplomatiques et les luttes entre la Grande-Bretagne et la France et par les combats sur le terrain, en particulier la bataille de Tel Haï en mars 1920.
Pendant longtemps après que la frontière ait été définie de manière à intégrer la partie nord du territoire concerné au territoire sous mandat français qui est devenu le Liban, de nombreux géographes sionistes – et les géographes israéliens des premières années de l'État – ont continué à parler de « Haute Galilée » comme étant « la sous-zone nord de la région de Galilée d'Israël et du Liban ».
Selon cette définition, la Haute Galilée couvre une superficie s'étendant sur 1 500 km2, environ 700 en Israël et le reste au Liban. Cela comprenait la région montagneuse de Belad Bechara à Jabal Amel située au Sud-Liban, qui était connue pendant un certain temps en hébreu sous le nom de « Galilée libanaise ». Tel que défini en termes géographiques, « elle est séparée de la Basse Galilée par la vallée de Beit HaKerem ; ses montagnes sont plus hautes et ses vallées sont plus profondes que celles de la Basse Galilée ; son plus haut sommet est mont Méron (Har Meron) à 1 208 m d'altitude au-dessus du niveau de la mer. Safed est l'une des principales villes de cette région ».

## Galerie

Haute Galilée
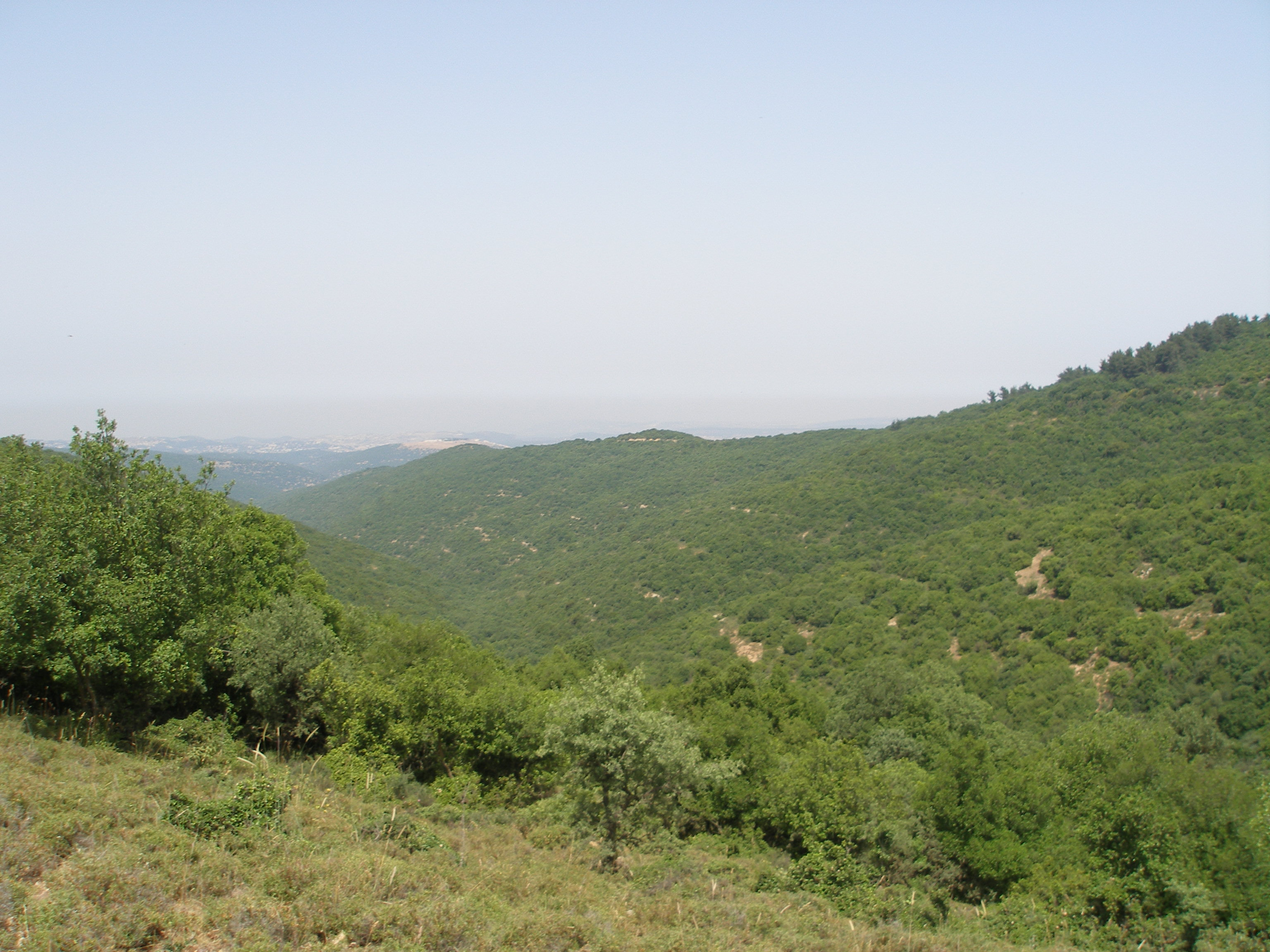
Zone montagneuse de Haute Galilée.
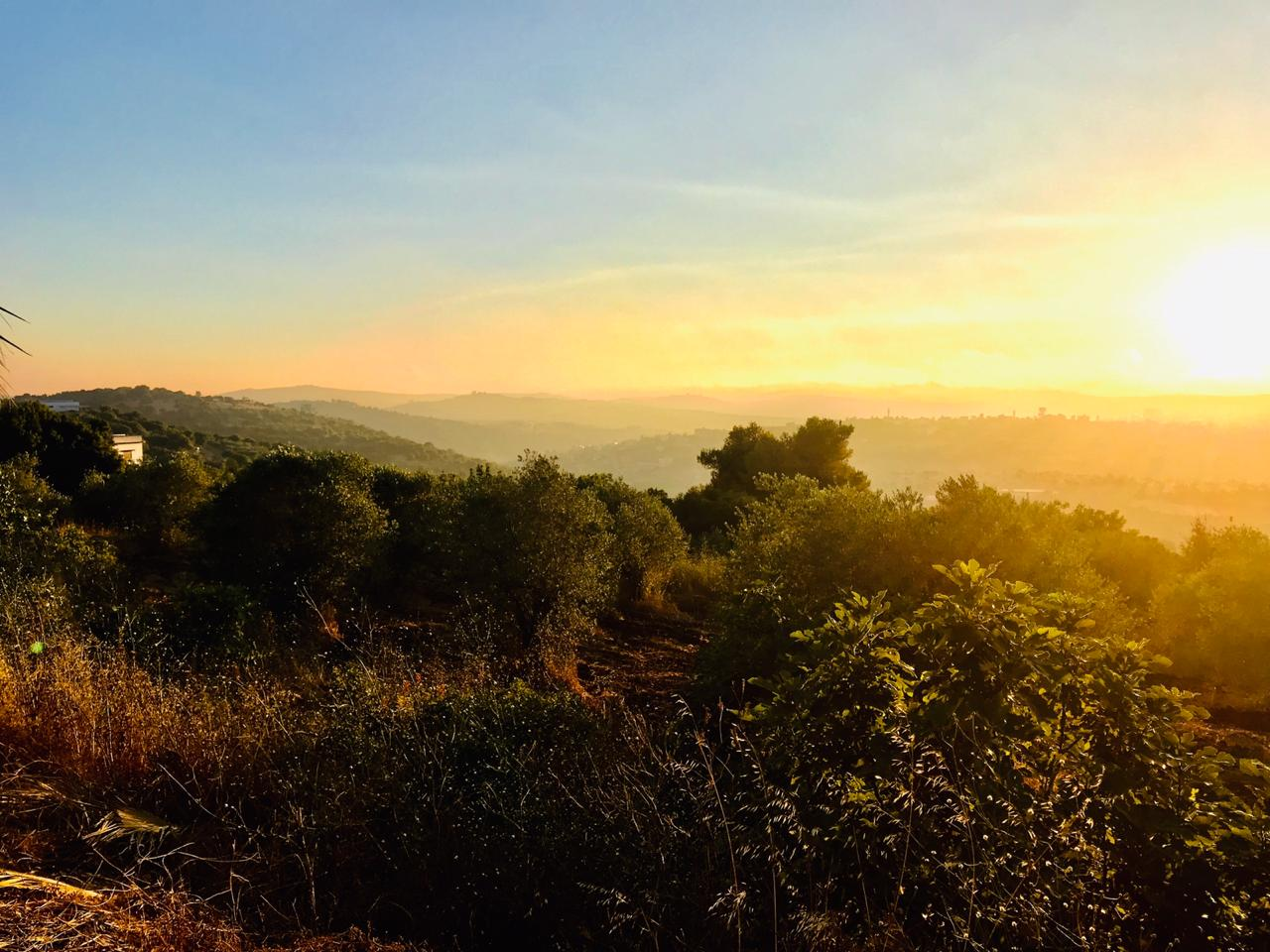
Ain Ebel dans la Haute Galilée libanaise.
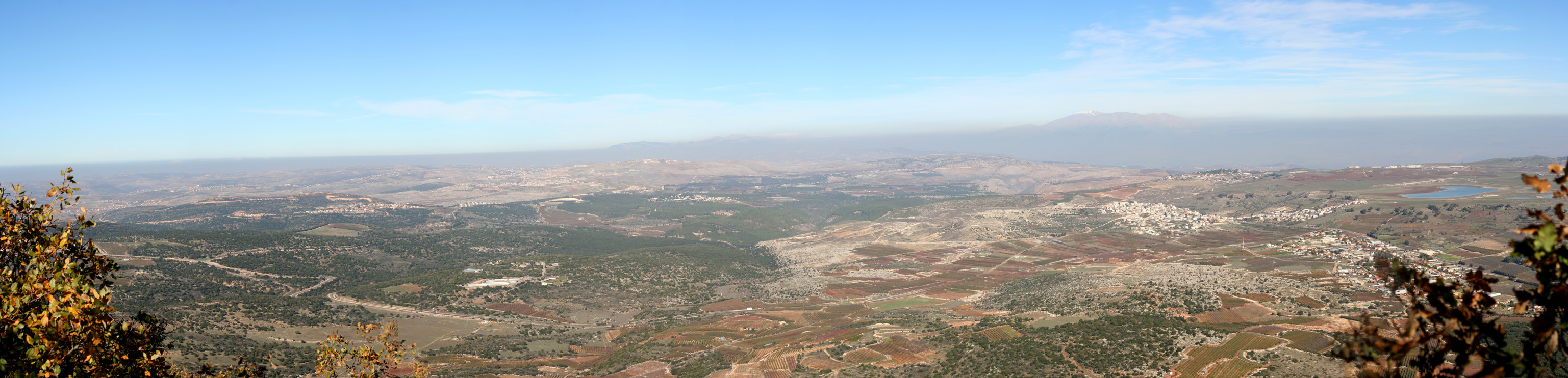
Vue vers le nord depuis le sommet du mont Méron en Haute Galilée (certaines parties du sud du Liban sont visibles en arrière-plan)
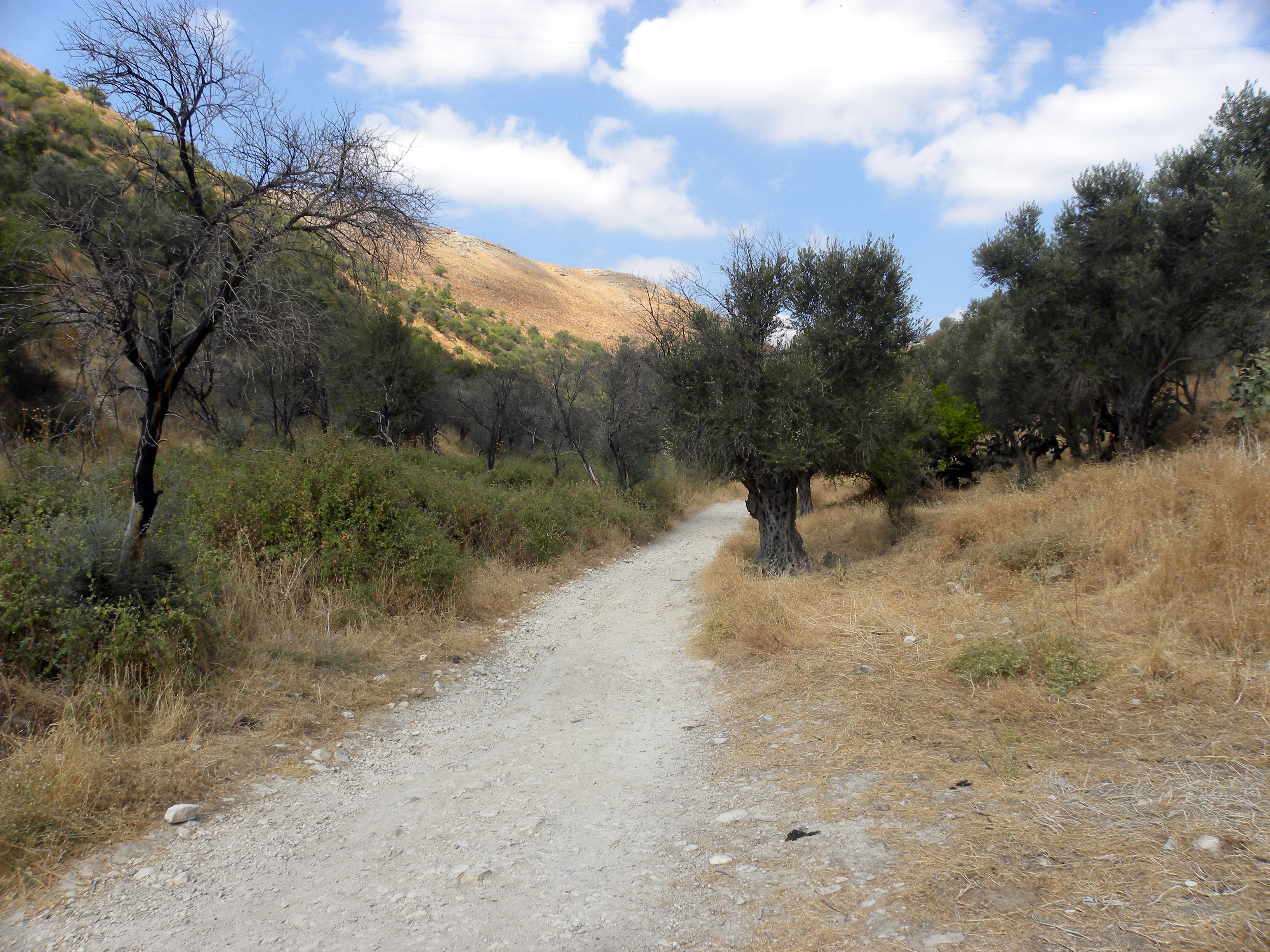
Ancienne route de Rosh Pinna vers Safed.
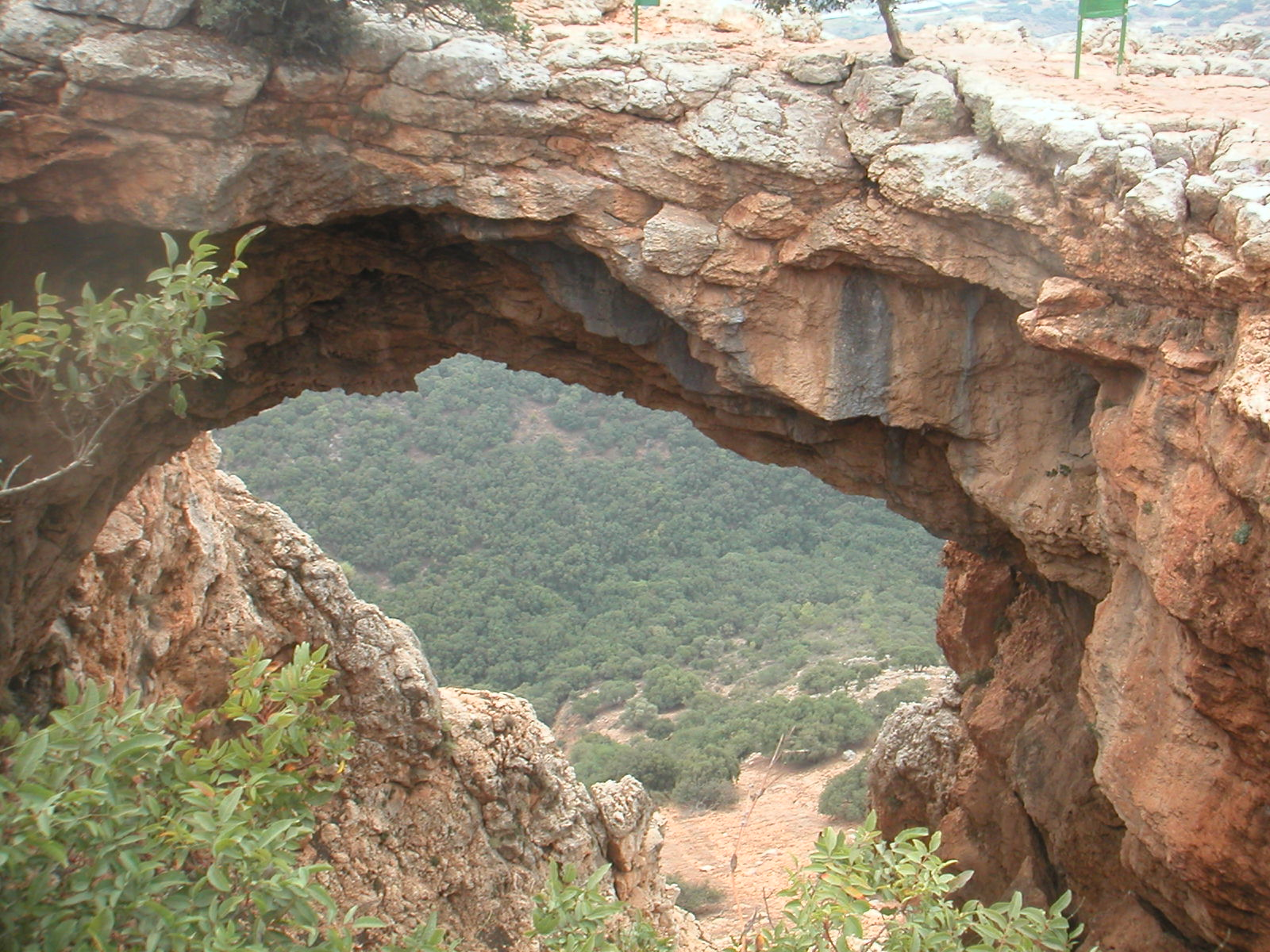
La Keshet Cave (en), une arche naturelle située sur une crête près de Nahal Betzet (en).
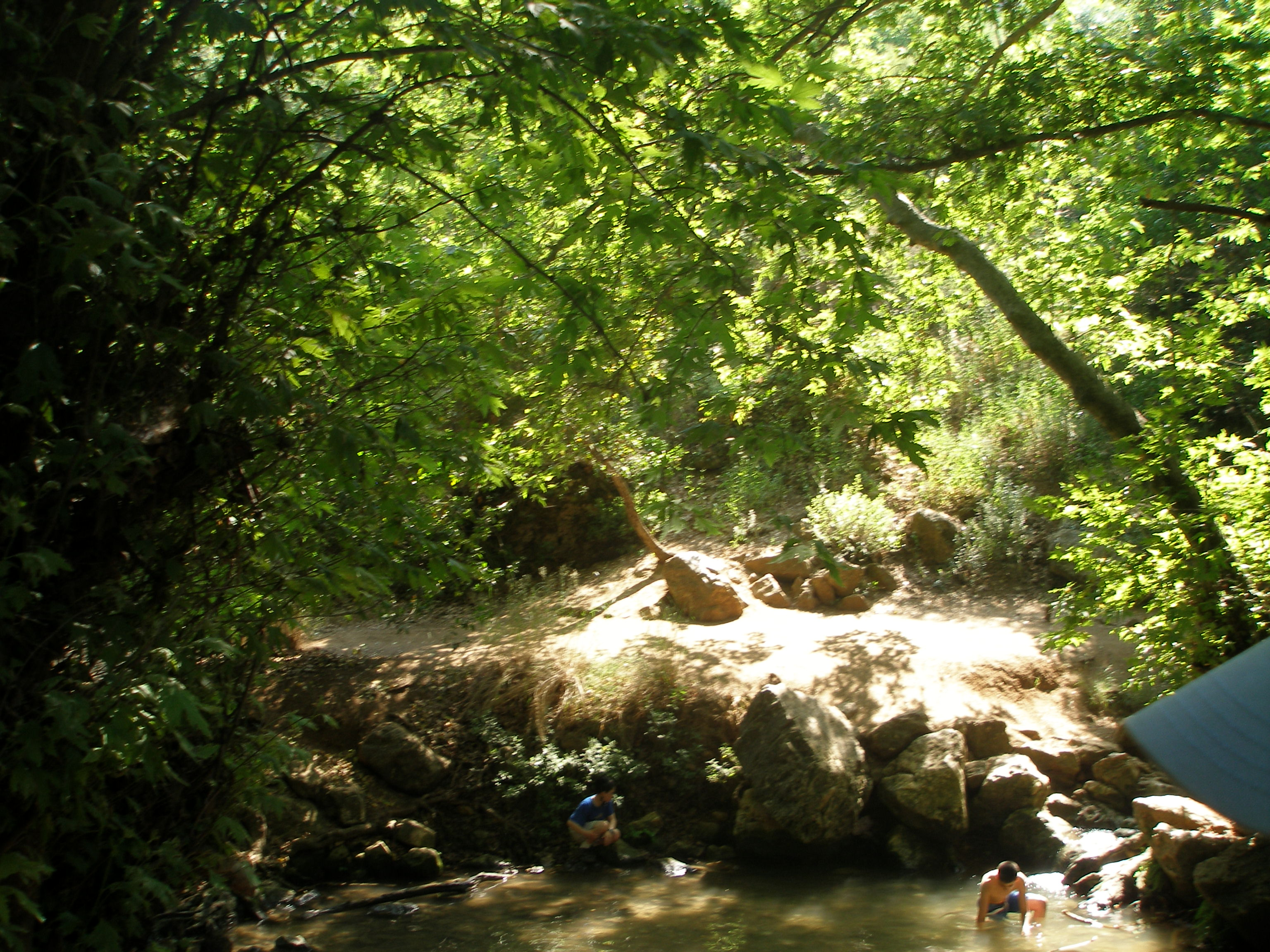
La Nahal Amud.
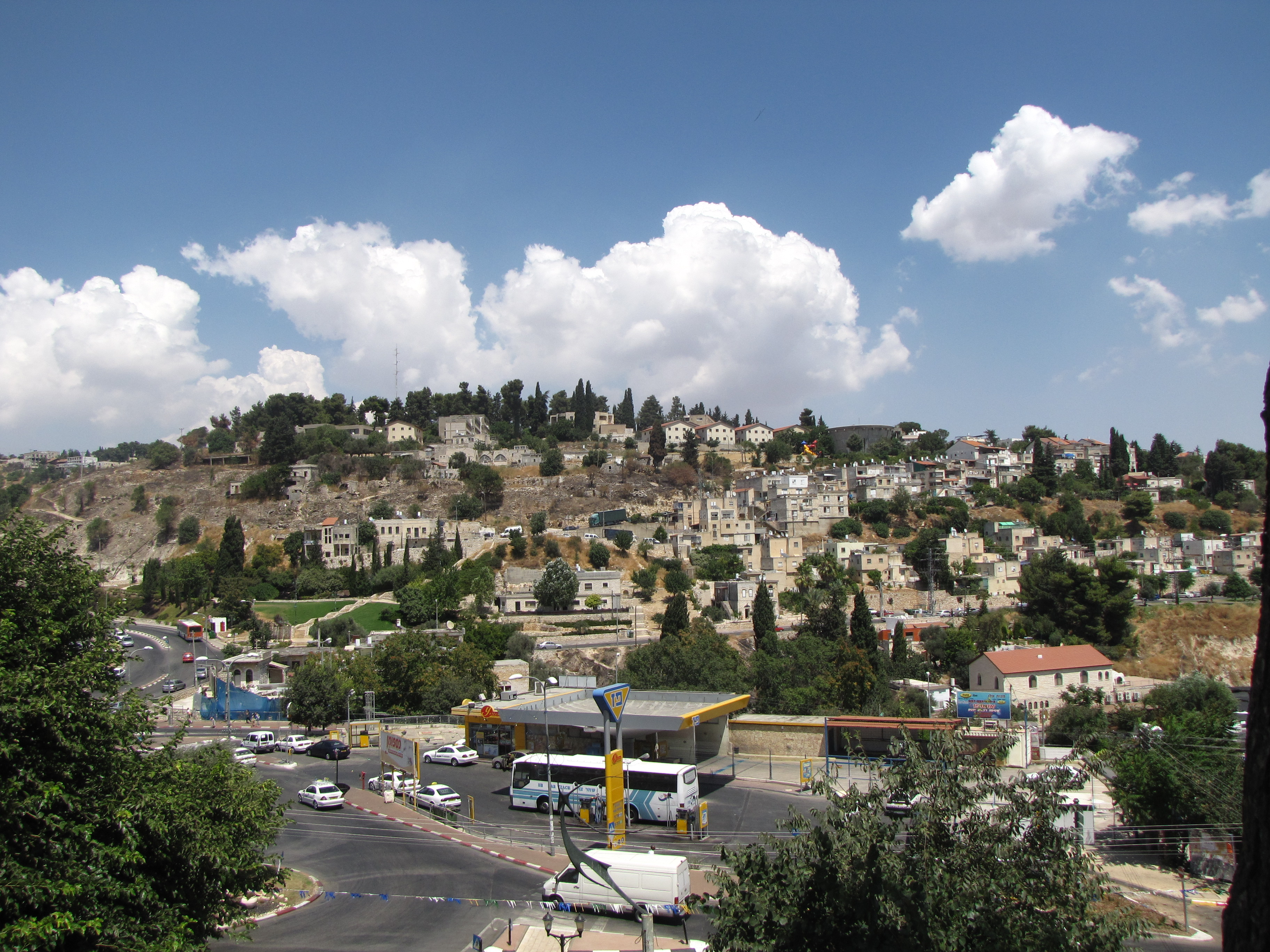
Safed
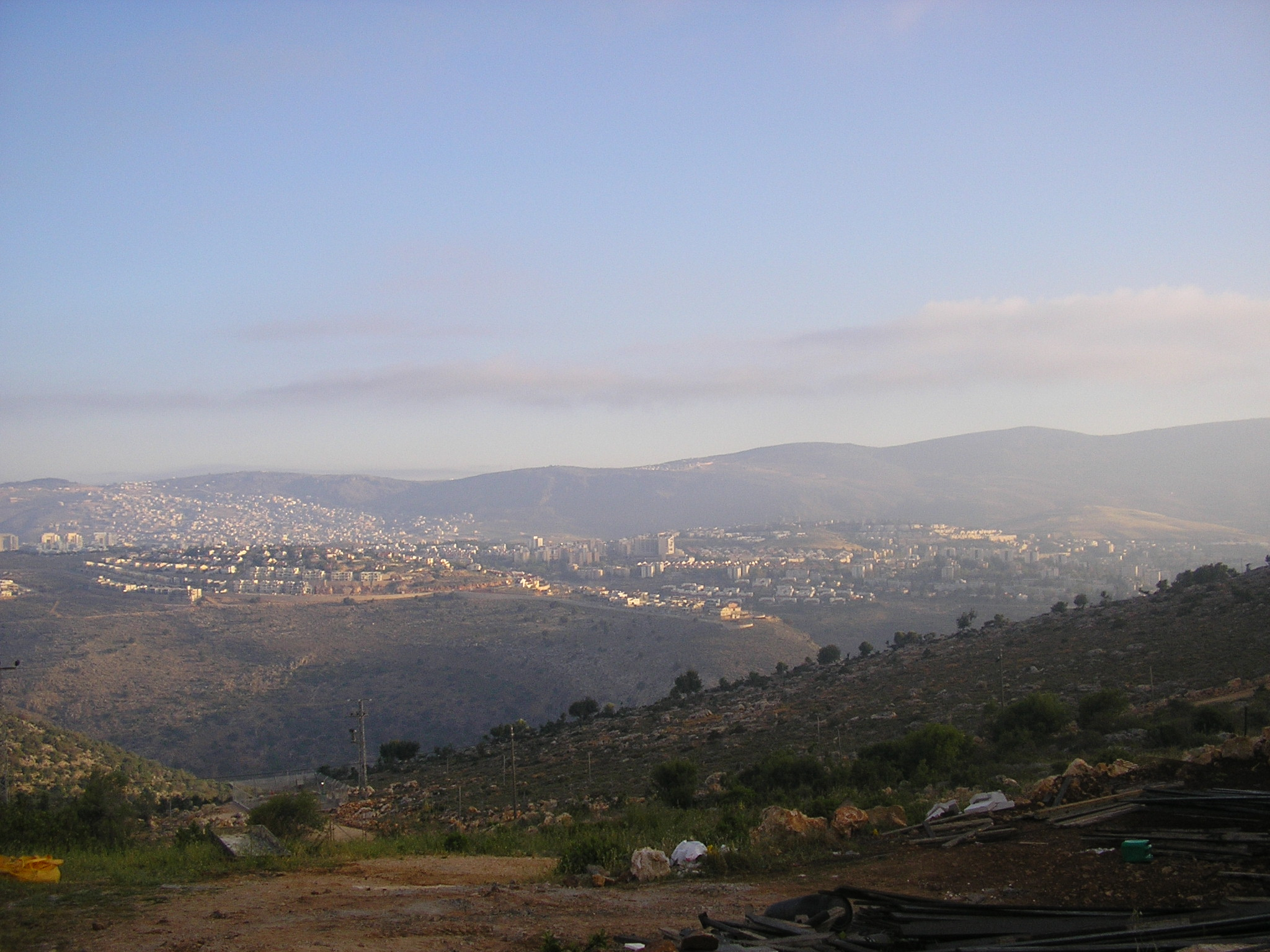
Karmiel
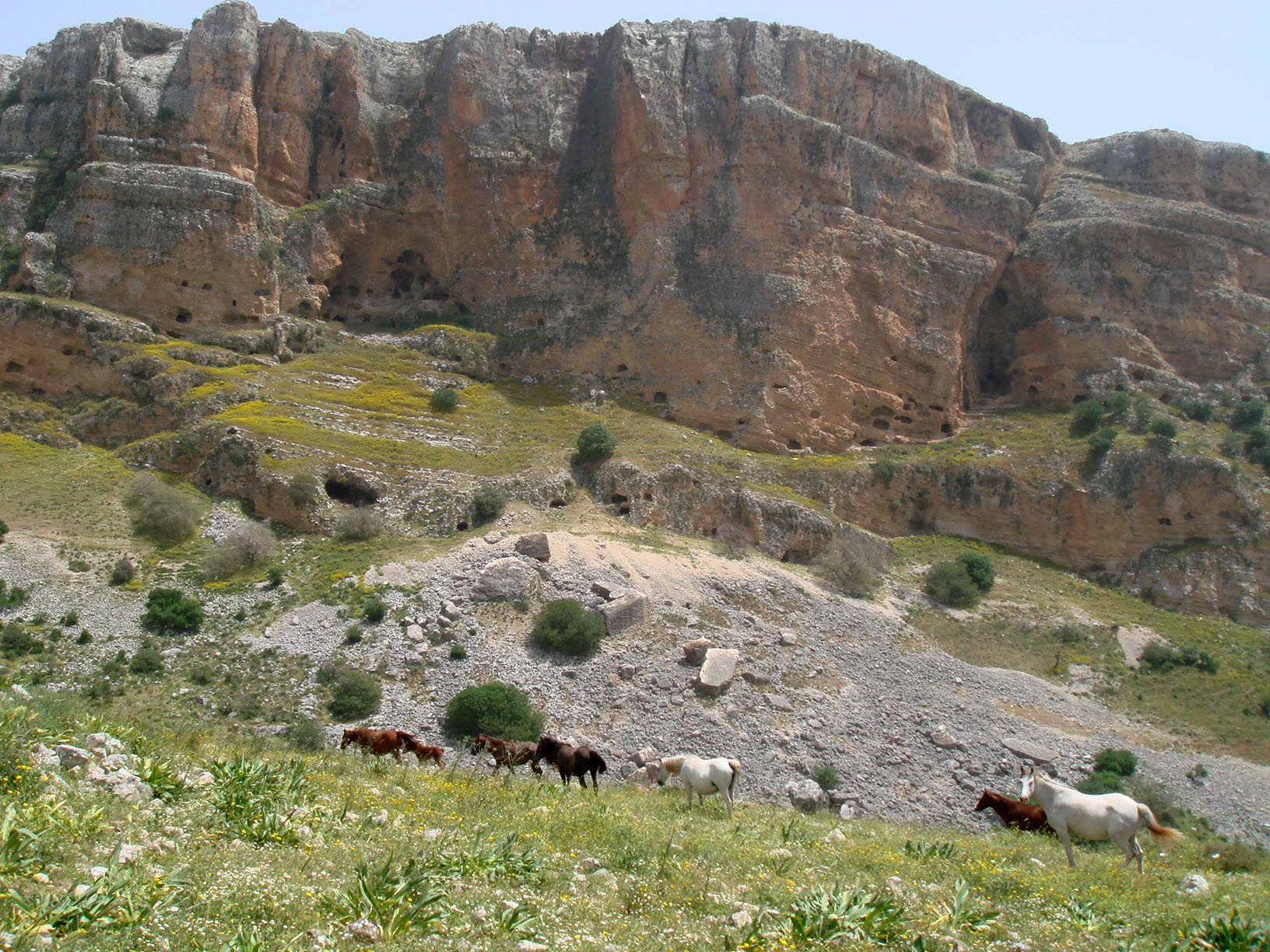
Chevaux errant dans la Nahal Amud, près de la mer de Galilée.

## Voir également
- Doigt de Galilée
- District Nord
- Conseil régional de Haute Galilée